# ムセンベ飛行場
ムセンベ飛行場（ムセンベひこうじょう、スワヒリ語: Uwanja mdogo wa Ndege wa Msembe(ICAO: HTMR)）は、タンザニア連合共和国イリンガ州のルアハ国立公園にある飛行場。コースタル・アビエーションとオーリック・エアにより、数便の国内線が就航する。例えば、ダルエスサラーム（ジュリウス・ニエレレ国際空港）からは約2時間半で到着する。
国土が広く、道路事情の良くないタンザニアでは、軽飛行機で国立公園を訪問するのが一般的であり、当飛行場もルアハ国立公園へ行くために設置されている。飛行場と言っても舗装されているわけではなく、細長い更地が広がっているだけであり、柵もないのですぐ近くに野生動物が寄って来ることもある。飛行場には、到着便に合わせてロッジから迎えの自動車が来る。